# Bottle Flip

Ein Bottle Flip

Unter einem Bottle Flip (deutsch etwa: „Flaschensalto“) versteht man ein Spiel, bei dem versucht wird, eine Plastikflasche, welche meist etwa zu einem Drittel gefüllt ist, so rotieren zu lassen, dass sie eine 360°-Drehung nach hinten vollführt und nach dieser Drehung auf dem Boden der Flasche landet und stehen bleibt. Nachdem ein Video dieses Tricks viral gegangen war, entwickelte sich das Spiel zu einem Internet-Phänomen. Aus dem Video entstand ein Wettbewerb, die sogenannte Water-Bottle-Flip-Challenge.

## Der Trick
Die klassische Variante des Tricks funktioniert so: Eine etwa zu einem Drittel gefüllte 500-ml-Wasserflasche wird an der oberen Öffnung gehalten und nach vorne geworfen, so dass die Flasche nach einer ganzen Drehung mit der Unterseite auf dem Boden landet. Der Trick erfordert einige Übung. Physikalische Grundlagen sind Drehimpuls, Fluiddynamik und Schwerkraft. Das verbleibende Wasser ist nötig, um den Schwerpunkt niedrig zu halten, so dass sich die Flasche eher um das untere Ende und nicht um die Flaschenmitte dreht. Die Schwerkraft zieht die Flasche nach unten, so dass die Flasche bei korrekter Ausführung auf ihrer Unterseite landet.
Spätere Videos variieren den Trick in Bezug auf Wurfrichtung, Größe und Form des Gefäßes und Ort des Geschehens. Manche Tricks zeigen mehrere aufeinander gestapelte Flaschen oder das Aufkommen auf dem Verschluss („Cap Flip“). Einige Videos wurden aber auch offensichtlich digital nachbearbeitet.

## Geschichte
Im Mai 2016 wurde ein Video des 18-jährigen Michael „Mike“ Senatore verbreitet, der bei einer Talentshow der Ardrey Kell High School in Charlotte, North Carolina einen Bottle Flip vorführte. Das Video wurde mehr als sieben Millionen Mal angeklickt. Im Sommer 2016 fand der Bottle Flip eine weltweite Verbreitung. Es entstanden Tausende von Nachahmervideos, die sich vor allem auf YouTube verbreiteten. Dazu kamen Kompilationen auf Kanälen wie Dude Perfect, welcher etwa 15 Millionen Abonnenten hat. Insbesondere nach den Sommerferien 2016 verbreitete sich der Trend in den Vereinigten Staaten so stark, dass einige Schulen den Flaschensalto wegen zahlreicher Beschwerden von Eltern und Lehrern verboten.
Michael Senatore verknüpfte den von ihm unabsichtlich initiierten Trend später unter dem Namen Flip for a cure mit einer Kampagne zur Krebsbekämpfung, die Geld für die Krebsforschung sammeln soll. Der amerikanische Wasserflaschenhersteller Deer Park Spring Water (gehört zu Nestlé), dessen Flasche er in seinem berühmt gewordenen Video warf, unterstützte die Aktion mit 10.000 Dollar.
Auf dem Höhepunkt des Trends entwickelten vier Ingenieursstudenten der Western University eine App namens Bottle Flip 2k16 für das Smartphone, bei der eine virtuelle Flasche hochgeworfen werden muss. Kurz nach Erscheinen wurde sie mehr als drei Millionen Mal heruntergeladen und erreichte die Spitze der iTunes-Charts in den Vereinigten Staaten und Kanada.
Auch in der Fernsehshow Schlag den Star wurde das Spiel verwendet.